# Kaysersberg
Kaysersberg är en kommun i departementet Haut-Rhin i regionen Grand Est (tidigare regionen Alsace). År 2018 hade Kaysersberg 2 450 invånare. Kommunen tillhör arrondissementet Ribeauvillé och kantonen Kaysersberg. Geografiskt ligger kommunen i Weissflodens dalgång nordväst om Colmar.
Vinproduktion utgör en viktig del av Kaysersbergs ekonomi.

## Historia
Weissflodens dalgång var under medeltiden en förbindelseväg mellan Rhen och Lorraine. År 1227 omnämns för första gången Castrum Keisersberg i historiska källor. En borg byggdes för att skydda kejsar Fredrik II:s rike. År 1293 fick Kaysersberg kommunala rättigheter och blev 1353 en fri riksstad i Décapole. Det berättas att kejserlige fogden Lazarus von Schwendi (1522-1585) var härförare mot de angripande osmanerna i Ungern, och då tog med sig tokajervinet tillbaka, vilket var början på stadens vintradition. Staden överlämnades till Frankrike i Westfaliska freden 1648. År 1871-1919 var staden en del av Kejsardömet Tyskland.

## Befolkningsutveckling
Antalet invånare i kommunen Kaysersberg
| Referens: INSEE |